# Степове (Антрацитівська міська громада)
Степове —  селище в Україні, в Антрацитівській міській громаді Ровеньківського району Луганської області. Населення становить 219 осіб. Орган місцевого самоврядування — Щотівська селищна рада.

## Населення

### Мова
Розподіл населення за рідною мовою за даними перепису 2001 року:
| Мова       | Кількість | Відсоток |
| ---------- | --------- | -------- |
| російська  | 218       | 99.54%   |
| українська | 1         | 0.46%    |
| Усього     | 219       | 100%     |

| Україна | Це незавершена стаття з географії України. Ви можете допомогти проєкту, виправивши або дописавши її. |

1. ↑  Рідні мови в об'єднаних територіальних громадах України — Український центр суспільних даних